# Luc-sur-Mer
Luc-sur-Mer – miejscowość i gmina we Francji, w regionie Normandia, w departamencie Calvados.
Według danych na rok 2010 gminę zamieszkiwało 3099 osób, a gęstość zaludnienia wynosiła 851 osób/km².